# Viktor Afzalov
Viktor Musavirovič Afzalov (in russo Виктор Мусавирович Афзалов?; Ukromnoe, 9 giugno 1968) è un generale russo di etnia tatara di Crimea, comandante in capo da ottobre 2023 delle Vozdušno-kosmičeskie sily (VKS), le Forze aerospaziali russe. Nei suoi quarant'anni di servizio, Afzalov ha ricoperto varie posizioni nella difesa aerea sovietica e in seguito russa tra cui comandante di un'armata aerea, scalando i ranghi e arrivando ai vertici delle forze militari russe.

## Biografia
Afzalov è nato il 9 giugno 1968 nel villaggio di Ukromnoe, distretto di Simferopoli della Crimea nell'allora RSS Ucraina. Suo padre Musavir è stato membro del centro di controllo per il lancio Vostok-1 di Jurij Gagarin.

### Carriera militare
Dopo essersi diplomato presso la Scuola militare superiore di radio-elettronica di difesa aerea di Puškin nel 1989, come primo incarico è diventato capo dell'ufficio operazioni di un battaglione missilistico antiaereo. Successivamente ha prestato servizio come vice comandante di battaglione per gli armamenti, comandante di una batteria radar di un battaglione difesa antiaerea. Per  progredire nella sua carriera ha frequentato l'Accademia militare di difesa aerea dal 1998 al 2000. Dopo il periodo di studi ha ricoperto il ruolo di comandante di battaglione missilistico antiaereo, capo di stato maggiore e vice comandante e in seguito comandante di un reggimento missilistico antiaereo. 
Dal 2007 al 2008 è stato capo di stato maggiore e vice comandante di una divisione di difesa aerea per poi andare a Mosca per seguire i corsi avanzati all'Accademia militare dello stato maggiore russo. Diplomatosi nel 2010, è stato nominato comandante della 4ª Brigata difesa aerea del Comando strategico operativo di difesa aerospaziale (dal 2014, 4ª Divisione difesa aerea "B.P. Kirpikov").
Dal 2012 è stato primo vice comandante e capo di stato maggiore della 11ª Armata aerea e difesa aerea del Distretto militare orientale, venendone poi nominato comandante nel luglio 2017. Per i suoi meriti è stato elevato a primo vice comandante e capo di stato maggiore delle Forze aerospaziali russe l'anno seguente, venendo in seguito promosso a tenente generale nel giugno 2019. Nel 2020 è stato comandante in capo ad interim delle forze aerospaziali russe, sostituendo temporaneamente il generale Sergej Surovikin.
Nel dicembre 2022 è stato elevato al grado di colonnello generale. Con la sparizione di Surovikin dopo la rivolta del gruppo mercenario Wagner nel giugno 2023, Afzalov ne ha fatto le veci fino all'ottobre successivo, quando è stato ufficializzato come nuovo comandante in capo delle VKS.

## Vita privata
Il generale Afzalov è sposato e ha due figli.

## Sanzioni
Nel dicembre 2023, l'Unione Europea ha posto il generale sotto sanzioni in quanto "responsabile della conduzione di operazioni aeree contro l'Ucraina durante la guerra di aggressione russa contro l'Ucraina".